# Ключевое (Мариупольский район)
Ключевое (укр. Ключове) — посёлок в Никольском районе Донецкой области Украины. Почтовый индекс — 87030. Телефонный код — 6246. Код КОАТУУ — 1421783303. После российского вторжения на Украину, с марта 2022 года, село оккупировано Россией.

## Население
- 1908 — 270 чел.
- 2001 — 274 чел. (перепись)

В 2001 году родным языком назвали:
- русский язык — 218 чел. (79,56 %)
- украинский язык — 41 чел. (14,96 %)
- армянский язык — 11 чел. (4,01 %)
- греческий язык — 4 чел. (1,46 %)

## Местный совет
87030, Донецкая обл., Никольский р-н, с. Касьяновка, ул. Гагарина, 15а, 2-54-31